# Miloslav Fleischmann
Miloslav Fleischmann, född 4 september 1886 i Prag, död 12 augusti 1955 i Prag, var en ishockeyspelare som representerade Böhmen och Tjeckoslovakien. Han var med i det tjeckoslovakiska ishockeylandslaget som kom på femte plats i de Olympiska vinterspelen 1924 i Chamonix. 1911  vann han Europamästerskapet i ishockey för Böhmen. Han spelade för HC Slavia Praha.